# بژوزه
بژوزه (به لهستانی:  Brzóze) یک روستا در لهستان است که در گمینا مینگسک مازوویتسکی واقع شده‌است. بژوزه ۷۲۰ نفر جمعیت دارد.